# Мясников, Вячеслав Владимирович
Вячесла́в Влади́мирович Мяснико́в (род. 2 декабря 1979, Луговой, Кондинский район, Ханты-Мансийский автономный округ, Тюменская область, СССР) — российский актёр кино и телевидения, юморист, участник шоу «Уральские пельмени», автор-исполнитель песен, сценарист.

## Биография
Родился 2 декабря 1979 года в посёлке Луговой (Кондинский район Ханты-Мансийского автономного округа). Окончил Уральский государственный лесотехнический университет (ранее Уральская лесотехническая академия) по специальности «инженер-механик». Во время обучения был капитаном студенческой команды КВН «Парни с лесоповала».
В 1999 году Андрей Рожков пригласил Мясникова в команду КВН «Уральские пельмени». В составе команды Мясников в 2000 году стал победителем Высшей лиги КВН.
Начиная с 2009 года работает в шоу «Уральских пельменей» на телеканале СТС.
В 2017 году на канале Россия 1 состоялась премьера шоу «Весёлый вечер», в котором Вячеслав Мясников выступил креативным продюсером, актёром, автором и ведущим.
В 2018 году Рожков и Мясников запустили проект «Ваши пельмени», с которым они начали гастролировать отдельно от прежнего коллектива.

### Сольное творчество

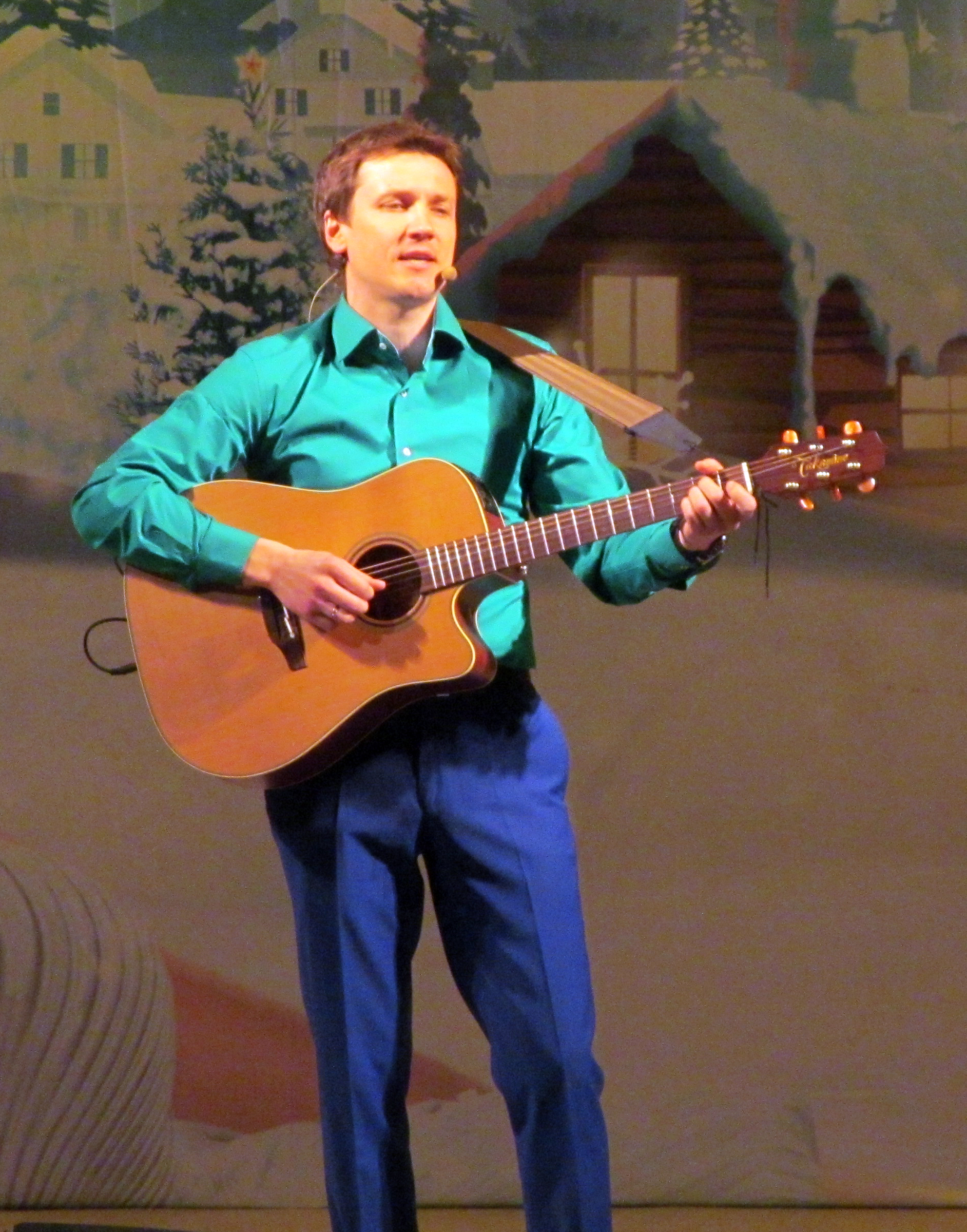
Вячеслав Мясников (Пермь, 15 января 2015 г.)

В марте 2016 года Мясников выпустил первый сольный альбом песен «Еду к деду», прокомментировав дебют: «У меня накопилось много материала, который отличается от формата, принятого в „Уральских пельменях“». Клип на заглавную песню альбома попал на музыкальный телеканал RU.TV.
Менее, чем через год выпустил второй сольный альбом «Счастье».
Летом 2018 года Мясников выпустил третий альбом песен «Папа, со мной побудь».

## Дискография
| Альбом                 | Дата выпуска |
| ---------------------- | ------------ |
| «Еду к деду»           | 2016 год     |
| «Счастье»              | 2016 год     |
| «Папа, со мной побудь» | 2018 год     |

## Фильмография
- 2017 — «Везучий случай» — Саша
- 2023 — «Мама будет против»  — певец на корпоративе (десятая серия)

Прочее
Скетч-шоу телеканала «СТС» «Нереальная история» (2011—2013)

## Личная жизнь
Отец — Владимир Прокопьевич Мясников (ум. 11 июля 2021 года от коронавируса), работал сторожем. Мать — Татьяна Борисовна, работала акушеркой.
Сестра — Лариса Мясникова (род. 1974), офицер внутренней службы исполнения наказаний.
Живёт с семьёй в Екатеринбурге. Жена — Надежда Мясникова (с 2002 года). Сыновья Константин и Максим родились 12 октября 2010 года. В 2017 году родился третий сын Никита.